# Federico Molinari
Federico Martin Molinari (Rosário, 11 de janeiro de 1984) é um ginasta argentino que integra a seleção argentina de ginástica artística. Ele participou dos Jogos Olímpicos de Verão de 2012, em Londres, no Reino Unido.